# Hệ thống đường sắt đô thị Đài Bắc
Hệ thống đường sắt đô thị tốc độ cao Đài Bắc (Trung văn phồn thể: 台北大眾捷運系統), còn được gọi là MRT (Metropolitan Rapid Transit), hoặc Metro Đài Bắc (台北捷運), là một hệ thống đường sắt đô thị tốc độ cao phục vụ cho một khu vực rộng lớn ở vùng đô thị Đài Bắc. Mạng lưới đường sắt này bao gồm 131,1 km đường sắt và 117 ga. Cơ quan quản lý và điều hành là Công ty Đường sắt Đô thị Đài Bắc (台北大眾捷運公司) hay TRTC. Do tính hiệu quả và kinh tế của nó, hệ thống này trở thành phương tiện giao thông công cộng phổ biến ở Thủ đô Đài Bắc với bình quân 1,2 triệu lượt người sử dụng mỗi tuần. Hiện nay, các dự án cải tạo các tuyến đường sắt đang sử dụng để kết hợp chúng vào hệ thống đường sắt đô thị tốc độ cao đang được triển khai.
Metro Đài Bắc là một trong những hệ thống đường sắt đô thị có kinh phí xây dựng cao nhất, chỉ riêng giai đoạn một của hệ thống này đã ngốn 18 tỷ dollar Mỹ, và giai đoạn hai ước sẽ tốn 13,8 tỷ dollar. Kể từ khi bắt đầu đưa vào sử dụng năm 1996, hệ thống này đã giúp giảm thời gian lưu thông từ các nơi xa nhau nhất trong Đài Bắc từ 3 giờ xuống chỉ còn chưa đến 1 giờ, và đã có tác dụng làm dịu bớt tình trạng tắc nghẽn giao thông ở Đài Bắc. Hệ thống này còn có tác dụng thúc đẩy sự đổi mới đô thị, cũng như tăng cường giao thông phục vụ du lịch tới các đô thị ngoại vi chẳng hạn như Đạm Thủy.

## Các tuyến
| Biểu trưng | Tên tuyến                | Màu               | Từ nguyên học                   | Dịch vụ | Số nhà ga |
| ---------- | ------------------------ | ----------------- | ------------------------------- | --- | --------- |
|            | Tuyến Văn Hồ             | Tuyến nâu         | Văn Sơn - Nội Hồ                | | 24        |
|            | Tuyến Đạm Thủy-Tín Nghĩa | Tuyến đỏ          | Đạm Thủy - Tín Nghĩa            | - Đạm Thủy–Núi Tượng (full service); typically 8 tph - Bắc Đầu–Đại An (short turn service); typically 8 tph - Bắc Đầu–Tân Bắc Đầu (nhánh Tân Bắc Đầu); typically 7 tph | 28        |
|            | Tuyến Tùng Sơn-Tân Điếm  | Tuyến xanh lá cây | Tùng Sơn - Tân Điếm             | | 20        |
|            | Tuyến Trung Hòa-Tân Lô   | Tuyến da cam      | Trung Hòa - Tân Trang - Lô Châu | | 26        |
|            | Tuyến Bản Nam            | Tuyến xanh lam    | Thổ Thành - Nam Cảng            | | 23        |